# Talk About Love
«Talk About Love» es una canción interpretada por la cantante y compositora sueca Zara Larsson, en colaboración con el rapero estadounidense Young Thug. La canción fue lanzada el 8 de enero de 2021, a través de TEN Music Group y Epic Records, como el tercer sencillo de su tercer álbum de estudio de Larsson, Poster Girl que fue el segundo en ser lanzado a nivel internacional. Fue coescrito por Thug, Amy Allen y Dewain Whitmore Jr. y fue producida por Mike Sabath.

## Antecedentes
En una entrevista para la revista Billboard Larsson explicó que «Talk About Love» trata sobre una fase anterior en la que dos personas descubren lo que son el uno para el otro. Esa ventana específica es tan hermosa y frágil, que llega al punto de comenazar a preguntar ¿estamos haciendo esto? o ¿cómo te sientes?, y puede ser que para algunas personas esas preguntas arruina la magia de lo que se comenzó. Además, Larssón agregó que «Talk About Love» refiere a saborear ese momento antes de que tengas que decidir.

## Vídeo musical
El vídeo musical fue filmado en Londres y dirigido por la propia Larsson junto con Ryder Ripps, donde presentan al novio de la vida real de Larsson, Lamin Holmén. Se estrenó el 8 de enero de 2021 e incluye una "secuencia de baile emotiva" mientras la pareja pasa el rato en casa.

## Posicionamiento en las listas

### Semanales
| Dinamarca       | Radiomonitor                | 5  |
| Estados Unidos  | Billboard Mainstream Top 40 | 33 |
| Nueva Zelanda   | Hot Singles RMNZ            | 18 |
| República Checa | Rádio Top 100               | 69 |
| Suecia          | Sverigetopplistan           | 21 |